# Challenge Belt
The Challenge Belt var førstepræmien i The Open Championship fra den første turnering i 1860 til 1870, hvor det blev vundet til ejendom af Tom Morris, Jr., eftersom han havde vundet turneringen tre gange i træk.
Siden 1873 har førstepræmien i turneringen været Claret Jug.